# Gustav Kordgien
Carl Gustav Kordgien (* 3. Januar 1838 in Fischhausen/Ostpreußen; † 3. Oktober 1907 in Hamburg) war ein Germanist und Romanist in Buenos Aires und Hamburg.

## Leben
Kordgien war ein Sohn von Carl Kordgien, 1838 Oberinspektor in Grünhof, 1858 Partikulier in Königsberg, und seiner Frau Auguste geb. Podlech. Nach dem Abitur am Collegium Fridericianum Michaelis 1858 studierte er Rechts- und Kameralwissenschaft und neue Sprachen an der Albertus-Universität Königsberg. Im Wintersemester 1858/59 schloss er sich dem Corps Masovia an. Nach dem Ersten Staatsexamen war Kordgien einige Zeit als Rechtsreferendar in Königsberg tätig. 1865 ging er nach Argentinien. In Buenos Aires wurde er Lehrer, später Direktor der deutschen Realschule Vorwärts. Von 1870 bis 1875 lehrte er als Professor für deutsche Sprache und Literatur an der Universität Buenos Aires. Er kehrte später nach Deutschland zurück und leitete ab 1879 mit großem Erfolg bis Ende 1906 in Hamburg das Handelswissenschaftliche Institut. In diesem Lehrinstitut für Sprache und Handelswissenschaften lernten zahlreiche  Kaufleute und Industrielle die spanische und portugiesische Sprache. Damit sie beide Sprachen auch im praktischen Umgang benutzen konnten, verfasste Kordgien eine Reihe von Sprachbüchern, die zum Teil von großen Verlagen wiederholt neu aufgelegt wurden.
Kordgien heiratete am 1. Juni 1865 in Buenos Aires Antonie (Antonia?) Krauss (* 18. Mai 1844 in Bremen). Das Ehepaar hatte zwei Töchter und einen Sohn.